# Metro de Cleveland
El Metro de Cleveland  o RTA Rapid Transit es un sistema de metro que abastece al área metropolitana de Cleveland, Ohio. Inaugurado el 11 de abril de 1911 con la primera línea del tren ligero y el 15 de marzo de 1955 con las líneas del metro, actualmente el Metro de Cleveland cuenta con 3 línea y 52 estaciones.

## Administración
El Metro de Cleveland es administrado por la Greater Cleveland Regional Transit Authority.